# Banabuiú
Banabuiú là một đô thị thuộc bang Ceará, Brasil. Đô thị này có diện tích 1079,987 km², dân số năm 2007 là 16431 người, mật độ 15,21 người/km².